# Franchise (média)
Pour les articles homonymes, voir franchise.
 (septembre 2022).
Si vous disposez d'ouvrages ou d'articles de référence ou si vous connaissez des sites web de qualité traitant du thème abordé ici, merci de compléter l'article en donnant les références utiles à sa vérifiabilité et en les liant à la section « Notes et références ».
Une franchise (ou franchise médiatique) est le regroupement de diverses créations et produits dérivés d'un univers de fiction original, tels qu'un film, une série télévisée ou un jeu vidéo. De multiples suites, préquelles ou spin off en découlent.

## Cinéma
Certaines des franchises médiatiques sont accidentelles, et d'autres planifiées, telles que la trilogie Le Seigneur des anneaux. Les franchises de films les plus rentables sont Superman, Batman, Spider-Man, X-Men, Vengeurs, Star Wars, Harry Potter, James Bond, Fast and Furious, Indiana Jones, Underworld et Pirates des Caraïbes.
Les franchises de films à longue durée étaient également notables lorsque les studios d'Hollywood avaient un contrat à long terme avec certains acteurs et réalisateurs. Ces exemples incluent Andy Hardy, Ma and Pa Kettle, Bulldog Drummond, Superman, Tarzan et Sherlock Holmes. Les films de longues durées actuels incluent James Bond, King Kong, Godzilla et Star Trek. Dans certains cas, les acteurs sont remplacés par d'autres lorsqu'ils grandissent/vieillissent.

## Jeux vidéo
On utilise souvent le terme franchise (ou licence) pour désigner une série de jeux vidéo, par référence au contrat par lequel l'auteur d'un jeu est susceptible de céder certains droits d'exploitation à des tierces parties, notamment pour la réalisation de suites ou de produits dérivés. Par extension, on peut parler de licence même en l'absence d'un tel contrat.
Les franchises de jeux vidéo les plus célèbres sont Mario, Sonic, Pokémon, Rayman, Shantae, Pac-Man, Mega Man, Angry Birds, Les Sims, Final Fantasy, Tomb Raider, The Legend of Zelda, Donkey Kong, Need for Speed et Grand Theft Auto.

## Développement sous d'autres formes

### Fiction
Les franchises médiatiques se sont diversifiées sous d'autres formes à travers le monde. Des franchises littéraires sont souvent adaptées en films telles que Sherlock Holmes, Miss Marple, Détective Conan et autres détectives, aussi bien que Superman, Batman, Wonder Woman, Flash, Captain Marvel, Les Jeunes Titans, Spider-Man, Hulk, X-Men, Iron Man, Captain America, Thor, Quatre Fantastiques et autres superhéros de bandes dessinées. Les franchises télévisuelles et cinématiques sont souvent adaptés à partir de romans, particulièrement celles des domaines fantaisie et science-fiction, telles que Star Trek, Doctor Who et Star Wars. Par similitude, les films et émissions fantaisies et de science-fiction sont fréquemment adaptés en série d'animation télévisée ou en jeux vidéo (ou les deux).

### Non-fiction
Les franchises littéraires non-fictionnelles incluent notamment les livres de références Pour les nuls. Un exemple de livres non-limités inclut Playboy Enterprises, qui a commercialisé et répandu son magazine à succès intitulé Playboy, durant des années après sa première publication, dans des agences de mannequins, de nombreuses émissions télévisées (Playboy's Penthouse, en 1959), et également sa propre chaîne de télévision. 25 ans plus tard, Playboy fait paraître des clubs et restaurants privés, des cinémas, une émission de radio, des films, des publications musicales et littéraires, chaussures, habits, bijouterie, meubles (lampes, horloges, etc.), guitares et instruments, jeux de cartes, flipper et accessoires pour animaux, boules de billard et autres objets en tous genres.

## Liste des franchises médiatique les plus rentables
| Franchise               | Recettes depuis la création | Créateur         | Détenteur de la licence                      | Format d'origine         | Année de création | Pays d'origine |
| ----------------------- | --------------------------- | ---------------- | -------------------------------------------- | ------------------------ | ----------------- | -------------- |
| Pokémon                 | 90 000 000 000 $            | Satoshi Tajiri   | Nintendo                                     | Jeu vidéo                | 1996              | Japon          |
| Barbie                  | ~80 000 000 000 $           | Ruth Handler     | Mattel                                       | Poupée mannequin         | 1959              | États-Unis     |
| Cars                    | ~30 000 000 000 $           | John Lasseter    | Pixar Animation Studios Walt Disney Pictures | Long métrage d'animation | 2006              | États-Unis     |
| Dragon Ball             | 27 000 000 000 $            | Akira Toriyama   | Shūeisha                                     | Mangas                   | 1984              | Japon          |
| Ken le survivant        | 21 000 000 000 $            | Tetsuo Hara      | Shūeisha                                     | Mangas                   | 1988              | Japon          |
| One Piece               | 20 000 000 000 $            | Eiichirō Oda     | Shūeisha                                     | Mangas                   | 1997              | Japon          |
| Toy Story               | 20 000 000 000 $            | John Lasseter    | Pixar Animation Studios Walt Disney Pictures | Long métrage d'animation | 1995              | États-Unis     |
| Le Seigneur des anneaux | 19 000 000 000 $            | J. R. R. Tolkien | Tolkien Estate                               | Roman                    | 1954              | Royaume-Uni    |